# Ilona Kałdońska
Ilona Kałdońska (ur. 1975 w Sieradzu) – polska urzędniczka mianowana służby cywilnej, dyplomatka. Od 2022 konsul generalna RP w Barcelonie. 

## Życiorys
Ilona Kałdońska ukończyła studia na Wydziale Prawa i Administracji Uniwersytetu im. Adama Mickiewicza w Poznaniu (1999). Absolwentka IX promocji Krajowej Szkoły Administracji Publicznej (2001). Kształciła się w Akademii Dyplomatycznej w Madrycie, podyplomowo w zakresie stosunków międzynarodowych na Uniwersytecie Complutense w Madrycie (2003) oraz w zakresie zarządzania personelem na Wydziale Psychologii Uniwersytetu Warszawskiego (2015).
W 2001 rozpoczęła pracę w Biurze Dyrektora Generalnego Ministerstwa Spraw Zagranicznych. W latach 2004–2009 była wicekonsulem, a następnie kierowniczką Referatu ds. Prawnych i Opieki Konsularnej w Konsulacie Generalnym w Sydney. Po powrocie pracowała w Departamencie Konsularnym MSZ. W 2010 została oddelegowana do czasowego wsparcia Konsulatu Generalnego RP w Barcelonie. W latach 2011–2015 kierowała Referatem ds. Prawnych i Opieki Konsularnej w Konsulacie Generalnym w Toronto. Była wówczas czasowo oddelegowywana do wsparcia placówek w Vancouver oraz w Limie. W latach 2015–2022 była naczelniczką Wydziału Prawno-Legislacyjnego w Departamencie Konsularnym MSZ. 7 listopada 2022 rozpoczęła pełnienie funkcji Konsul Generalnej RP w Barcelonie.
W 2021 wyróżniona Odznaką Honorową za Zasługi dla Legislacji.
Zna biegle język hiszpański i angielski oraz podstawy francuskiego i katalońskiego.